# Drängsereds landskommun
Drängsereds landskommun  var en tidigare kommun i Hallands län.

## Administrativ historik
När 1862 års kommunalförordningar trädde i kraft inrättades i Sverige cirka 2 500 kommuner. Huvuddelen av dessa var landskommuner (baserade på den äldre sockenindelningen), vartill kom 89 städer och åtta köpingar. Då inrättades i  Drängsereds socken i Årstads härad i Halland denna kommun.
Vid kommunreformen 1952 uppgick större delen av  denna  landskommun i Torups landskommun som senare 1974 uppgick i Hylte kommun.

## Politik

### Mandatfördelning i Drängsereds landskommun 1938-1946
| 3 | 11 | 6 |

| 19 |

| 4 | 11 | 5 |

| 18 |

| 3 | 14 | 3 |

| 16 | 4 |